# Кисломно
Елхы-Бурун, старое название Кисломно (крымскотат. İlki Burun, Ильки Бурун) — лесистая куполообразная гора с поляной у вершины и крутым южным склоном. Находится неподалёку от города Судак. Высота 671 м. Относительная высота вершины -  92 метра. В 300 метрах в востоку - перевал Ворон.

## Этимология названия
Название горы происходит от тюркского слова «ильк», в значении «первый, начальный». Вероятно, гора названа так, потому что стоит первой после распутья дорог.